# SummerSlam (2020)
SummerSlam (2020) foi umevento de wrestling profissional produzido pela WWE e transmitido em formato pay-per-view (PPV) pelo WWE Network e contou com a participação de lutadores das marcas Raw e SmackDown. Aconteceu no dia 23 de agosto de 2020 no Amway Center em Orlando, Flórida. Foi o trigésimo terceiro evento sob a cronologia SummerSlam. Foi também o primeiro SummerSlam desde 2011 a não ter a participação de Brock Lesnar, que competiu no evento principal nos últimos seis anos e em 2012. Além disso, foi o primeiro SummerSlam desde 2009 a ter a presença de MVP.
O evento foi originalmente programado para acontecer no TD Garden em Boston, Massachusetts, mas devido à pandemia de COVID-19, o prefeito de Boston, Marty Walsh, anunciou a suspensão de todos os eventos em grande escala e que nenhuma autorização seria emitida para um evento que poderia atrair uma grande multidão antes de 7 de setembro. Desde meados de março, a WWE apresentou a maioria de seus shows no WWE Performance Center em Orlando, sem fãs presentes devido à pandemia. Com a mudança para o Amway Center, o SummerSlam foi o primeiro grande evento da WWE realizado fora do Performance Center desde março, embora ainda sem fãs fisicamente presentes; os fãs, em vez disso, puderam comparecer e ser vistos virtualmente em painéis de LED no local por meio de uma nova experiência chamada ThunderDome.
O card foi composto por oito lutas, incluindo uma no pré-show No evento principal, "The Fiend" Bray Wyatt derrotou Braun Strowman em uma luta Falls Count Anywhere para vencer o Universal Championship pela segunda vez. Após a luta, Roman Reigns fez seu retorno após um hiato de cinco meses e atacando Wyatt e Strowman. Em outras lutas, Drew McIntyre derrotou Randy Orton para reter o WWE Championship, Mandy Rose derrotou Sonya Deville em uma luta sem desqualificação, onde a perdedora deveria deixar a WWE, e Asuka derrotou Sasha Banks para vencer o Raw Women's Championship pela segunda vez depois de perder sua luta contra Bayley pelo SmackDown Women's Championship na luta de abertura. O show também ficou marcado pela estreia no ringue do filho de Rey Mysterio, Dominik, que foi derrotado por Seth Rollins em uma Street Fight.

## Produção

### Conceito
SummerSlam é um pay-per-view anual, produzido todo mês de agosto pela WWE desde 1988. Chamado de "A maior festa do verão",  é um dos quatro pay-per-views originais da promoção, junto com a WrestleMania, Royal Rumble e Survivor Series, apelidados de "Big Four".  É considerado o segundo maior evento do ano da WWE, atrás da WrestleMania. O evento de 2020 foi o trigésimo terceiro evento da cronologia SummerSlam e contou com lutadores das marcas Raw e SmackDown.

### Impacto da Pandemia de Covid-19
Devido à pandemia de COVID-19, a WWE teve que apresentar a maioria de sua programação do WWE Performance Center em Orlando, Flórida, desde meados de março, sem fãs presentes, embora no final de maio, a promoção tenha começado a usar estagiários do Performance Center para servir como público ao vivo, que foi expandido para amigos e familiares dos lutadores em meados de junho. O SummerSlam, bem como o NXT TakeOver da noite anterior, foram originalmente programados para acontecer em Boston, Massachusetts, no TD Garden.  Em 8 de maio, a pandemia em curso forçou o prefeito de Boston, Marty Walsh suspender todas os eventos de grande escala até 7 de setembro, cancelando efetivamente os eventos planejados da WWE na cidade.
O jornalista de Wrestling Dave Meltzer relatou que a promoção estaria aberta para mover o SummerSlam para setembro se isso significasse a presença de fãs.  No entanto, um anúncio que foi ao ar durante o The Horror Show at Extreme Rules confirmou que o SummerSlam ainda estaria ocorrendo em 23 de agosto, mas sem referência a uma cidade ou local. Embora o Pro Wrestling Insider tenha relatado que o evento seria realizado no WWE Performance Center,  a promoção divulgou uma declaração oficial em 23 de julho que o anúncio de um novo local estaria próximo. A WWE também declarou que os reembolsos seriam emitidos no ponto original de compra. A PWInsider em seguida, relatou que a WWE estava pensando em hospedar o SummerSlam em um navio de cruzeiro ou em uma praia.
Em 17 de agosto, foi oficializado que o SummerSlam aconteceria no Amway Center, um local maior também localizado em Orlando. Isso faz do SummerSlam o primeiro grande evento da WWE a ser realizado fora do Performance Center desde março. A WWE também assinou um acordo com o Amway Center, no qual todas as futuras transmissões do Raw, SmackDown e PPVs seriam realizadas no local "em um futuro previsível." Junto com a mudança, a WWE fez uma parceria com a empresa de experiência de fãs de serviço completo The Famous Group para fornecer uma "experiência de fãs virtual", apelidada de "ThunderDome", que foi vista pela primeira vez no episódio de 21 de agosto do SmackDown. Drones, lasers, pyro, fumaça e projeções foram utilizados para tornar as entradas dos lutadores "melhores do que a WrestleMania", de acordo com o vice-presidente executivo de produção de televisão da WWE Kevin Dunn, que observou ainda que "Agora podemos fazer coisas em termos de produção que nunca poderíamos fazer de outra forma". Eles também instalaram cerca de 1.000 placas de LED no Amway Center para permitir fileiras e mais fileiras de fãs virtuais, que poderiam se registrar para um assento virtual gratuito. O áudio da arena também foi mixado com o dos fãs virtuais para que os gritos dos fãs pudessem ser ouvidos.

### Rivalidades
O show foi composto por oito lutas, incluindo uma no pré-show. As lutas resultaram de histórias roteirizadas, em que os lutadores retratavam heróis, vilões ou personagens menos distintos em eventos roteirizados que criaram tensão e culminaram em uma luta ou série de lutas. Os resultados foram predeterminados pelos escritores da WWE nas marcas Raw e SmackDown, enquanto as histórias foram produzidas nos programas semanais de televisão da WWE, Monday Night Raw e Friday Night SmackDown.
No Raw de 27 de julho , Randy Orton fez uma promo listando muitas de suas qualidades antes de declarar que queria o WWE Championship novamente. Ele então lançou um desafio ao campeão Drew McIntyre por uma luta pelo título no SummerSlam. Mais tarde naquela noite, McIntyre aceitou o desafio de Orton e depois derrotou Dolph Ziggler em uma luta Extreme Rules em uma revanche do The Horror Show at Extreme Rules, impedindo Ziggler de ganhar a oportunidade pelo título. Após a luta, Orton atacou McIntyre com um RKO.
Depois que o Campeão dos Estados Unidos Apollo Crews recusou repetidamente a oferta de MVP de se juntar à sua facção, mais tarde apelidada de The Hurt Business,  os dois se enfrentaram em uma luta sem título no episódio de 29 de junho do Raw que foi vencida por MVP. Após a luta, Crews foi brutalmente atacado pelo companheiro de equipe de MVP, Bobby Lashley. Na semana seguinte, MVP revelou um novo cinturão do United States Championship e afirmou que enfrentaria Crews pelo título no The Horror Show at Extreme Rules. No evento, no entanto, Crews não pôde competir devido a não ter sido clinicamente liberado para competir, graças ao ataque de Lashley. MVP então se declarou vencedor por desistência e extra-oficialmente reivindicou-se como o novo campeão dos Estados Unidos. Crews, ostentando o antigo cinturão do United States Championship, retornou no episódio de 3 de agosto do Raw, onde enfrentou formalmente o MVP em uma luta pelo título onde Crews o manteve. Comemorando sua vitória, Crews declarou mais tarde em uma entrevista nos bastidores que daria o cinturão antigo para seus filhos enquanto mantinha o novo apresentado por MVP. MVP então exigiu uma revanche para o SummerSlam e Crews aceitou.  No episódio de 17 de agosto, Crews derrotou Shelton Benjamin do Hurt Business, banindo assim Benjamin e Lashley do ringue durante a luta pelo título no SummerSlam, que ocorreria no pré-show.
Após várias semanas de Seth Rollins atormentando e provocando Rey Mysterio, os dois finalmente se enfrentaram no The Horror Show no Extreme Rules em uma luta Eye for a Eye, na qual um oponente teve que extrair o olho do outro para vencer a luta, que foi ganha por Rollins. O filho de Mysterio, Dominik, apareceu no episódio de 27 de julho do Raw para confrontar Rollins e seu discípulo Murphy pelas ações de Rollins, bem como por Rollins se regozijando sobre isso. Embora Dominik tenha atacado Rollins e Murphy, eles eventualmente dominaram Dominik até Aleister Black aparecer em auxílio de Dominik. A briga, no entanto, resultou em Murphy ferindo o olho de Black usando o canto dos degraus de aço. Na semana seguinte, Dominik desafiou Rollins para uma luta no SummerSlam. Mais tarde, depois que Rollins e Murphy provocaram o comentarista Tom Phillips (o que levou o colega comentarista Samoa Joe a defender Phillips), os dois foram atacados por trás por Dominik com um taco de kendo. Rollins então aceitou o desafio de Dominik. Durante a assinatura do contrato na semana seguinte, em que Dominik também assinou um contrato para se tornar oficialmente um lutador da WWE, Rollins afirmou que Dominik poderia usar qualquer tipo de arma que quisesse. Depois que Rollins derrotou Humberto Carrillo, Rollins e Murphy atacaram Dominik com tacos de kendo. Sua luta no SummerSlam foi posteriormente transformada em uma Street Fight.
No The Horror Show at Extreme Rules, a luta pelo Raw Women's Championship entre Sasha Banks e a campeã Asuka terminou com controvérsia quando Asuka, inadvertidamente, cuspiu uma névoa verde no rosto do árbitro, o que levou Bayley a remover a camisa do árbitro e fazer a contagem para Banks de forma não oficial vencendo o título. Na noite seguinte no Raw, a Diretora de Marca da WWE Stephanie McMahon afirmou que nem Banks nem Asuka ganharam no Extreme Rules e anunciou uma revanche entre as duas na semana seguinte em uma luta onde o título poderia ser ganho por pinfall, submissão, desqualificação ou cont out. Durante a luta que se seguiu, Bayley atacou a parceira de duplas de Asuka, Kairi Sane, nos bastidores. Asuka então deixou a luta para ajudar Sane, resultando em sua derrota por cont out, assim Banks venceu o título pela quinta vez. No episódio de 3 de agosto, Asuka exigiu uma revanche pelo título, no entanto, Banks afirmou que ela teria que derrotar Bayley para ganhar a luta no SummerSlam, que Asuka fez na semana seguinte. No SmackDown daquela sexta-feira, como Bayley não tinha uma adversária pelo seu SmackDown Women's Championship no SummerSlam, Stephanie anunciou uma batalha real entre as três marcas para a semana seguinte, com lutadoras do Raw, SmackDown e NXT, com a vencedora enfrentando Bayley no evento. A participante surpresa Asuka venceu a batalha real, assim, Asuka para enfrentaria as Campeãs Femininas de Duplas em lutas individuais pelos seus respectivos títulos individuais. No episódio de 21 de agosto do SmackDown, Banks e Bayley enfrentaram Naomi em um desafio Beat the Clock para determinar a ordem de suas respectivas defesas de título contra Asuka com a perdedora defendendo primeiro; Banks venceu depois que ela derrotou Naomi, que por sua vez derrotou Bayley.
No Money in the Bank, Braun Strowman manteve o Universal Championship contra Bray Wyatt, que lutou como seu personagem da Firefly Fun House. Depois de estar ausente por algumas semanas, Wyatt voltou no episódio de 19 de junho do SmackDown, mas foi interrompido por Strowman. Wyatt afirmou que sua rivalidade estava apenas começando antes de aparecer como seu antigo líder de culto da Wyatt Family, que anteriormente incluía Strowman e de onde Strowman originalmente fez sua estreia na WWE. Isso levou a uma luta sem título entre os dois, chamada Wyatt Swamp Fight no The Horror Show at Extreme Rules, onde Wyatt, lutando como seu velho Eater of Worlds, derrotou Strowman, que desapareceu em algum lugar no pântano. Enquanto Wyatt tentava sair, ele foi puxado de volta para a água, então seu alter ego, The Fiend, apareceu. No SmackDown seguinte, Wyatt afirmou que seu antigo Eater of Worlds estava acabado por enquanto e que The Fiend tinha sido libertado. Na semana seguinte, Wyatt disse que The Fiend queria o Universal Championship e que ninguém estava seguro até que ele o conseguisse, o que ficou evidente mais tarde naquela noite quando The Fiend atacou Alexa Bliss, a antiga parceira de duplas de Strowman na 1ª temporada do Mixed Match Challenge. No episódio de 7 de agosto, The Fiend tentou atacar Bliss novamente, que aparentemente mostrou afeição por The Fiend, fazendo-o recuar. Strowman então apareceu no TitanTron, afirmando que não se importava com Bliss e que emergiu como um monstro do pântano. Strowman então aceitou o desafio de The Fiend pelo Universal Championship no SummerSlam. Na semana seguinte, Strowman atacou Bliss para atrair The Fiend, que apareceu no ringue para confrontar Strowman. No episódio de 22 de agosto do Talking Smack, a estipulação foi alterada para uma luta Falls Count Anywhere.
No início de 2020, o romance começou entre Mandy Rose e Otis. Eles deveriam ter um encontro no Dia dos Namorados, no entanto, Dolph Ziggler chegou primeiro, roubando o encontro com Rose.  Antes da WrestleMania 36, foi revelado que a parceira da equipe de Rose, Sonya Deville, conspirou com Ziggler para sabotar a data, enviando uma mensagem falsa para Otis que Rose estava atrasada. Otis então derrotou Ziggler no evento com a ajuda de Rose, que também atacou Deville. Rose então entrou em uma rivalidade de meses com Deville, que alegou que Rose era toda aparência e nenhum talento. Isso culminou no episódio de 31 de julho do SmackDown, onde Deville atacou Rose nos bastidores e cortou alguns de seus cabelos. Rose, agora com cabelos mais curtos, desafiou Deville para uma luta Hair vs. Hair no SummerSlam, que Deville aceitou. Na semana seguinte, Rose mudou de ideia, pensando que ainda havia algo de bom em Deville, e pediu para deixar a rivalidade de lado. Em vez disso, Deville aumentou as apostas e mudou a estipulação de sua luta para uma luta sem desqualificação, onde a perdedora deveria deixar a WWE. Esta mudança de estipulação foi provocada devido a um incidente na vida real envolvendo Deville; sua casa foi invadida por um perseguidor na Flórida. Seus advogados citaram que não era uma boa ideia aparecer com o cabelo raspado no tribunal.

## Evento
| Função:                  | Nome:                     |
| ------------------------ | ------------------------- |
| Comentaristas em inglês  | Michael Cole (SmackDown)  |
| Comentaristas em inglês  | Corey Graves (SmackDown)  |
| Comentaristas em inglês  | Tom Phillips (Raw)        |
| Comentaristas em inglês  | Samoa Joe (Raw)           |
| Comentaristas em inglês  | Byron Saxton (Raw)        |
| Comentarista em espanhol | Carlos Cabrera            |
| Anunciadores de ringue   | Greg Hamilton (SmackDown) |
| Anunciadores de ringue   | Mike Rome (Raw)           |
| Árbitros                 | Danilo Anfibio            |
| Árbitros                 | Shawn Bennett             |
| Árbitros                 | John Cone                 |
| Árbitros                 | Dan Engler                |
| Árbitros                 | Darrick Moore             |
| Árbitros                 | Eddie Orengo              |
| Árbitros                 | Chad Patton               |
| Árbitros                 | Ryan Tran                 |
| Entrevistadores          | Kayla Braxton             |
| Entrevistadores          | Sarah Schreiber           |
| Painel do pré-show       | Charly Caruso             |
| Painel do pré-show       | John "Bradshaw" Layfield  |
| Painel do pré-show       | Peter Rosenberg           |
| Painel do pré-show       | Renee Young               |
| Painel do pré-show       | Booker T                  |

### Pré-show
Durante o pré-show do SummerSlam, Apollo Crews defendeu o United States Championship contra MVP com os companheiros de equipe de MVP, Bobby Lashley e Shelton Benjamin banidos do entorno do ringue. No final, Crews executou um Toss Powerbomb em MVP para reter o título. Após a luta, Benjamin e Lashley desceram ao ringue para atacar Crews, no entanto, Crews escapou.

### Lutas preliminares
O pay-per-view começou com Bayley (acompanhada por Sasha Banks) defendendo o SmackDown Women's Championship contra Asuka. No final, Asuka tentou atacar Bayley, que estava nas cordas do ringue, no entanto, Bayley saiu do caminho e Asuka inadvertidamente derrubou Banks, que estava no apron do ringue para tentar distrair Asuka. Bayley então fez um roll-up em Asuka para reter o título. Após a luta, Bayley e Banks atacaram Asuka.
Em seguida, The Street Profits (Angelo Dawkins e Montez Ford) defenderam o Raw Tag Team Championship contra Andrade e Angel Garza (acompanhados por Zelina Vega). O clímax viu Vega ficar no apron do ringue para distrair o árbitro. Garza executou um superkick em Dawkins, que esbarrou em Vega derrubando-a do apron do ringue. Dawkins então executou um powerbomb em Garza e Ford executou um From the Heavens splash em Garza para reter o título.
Depois disso, Mandy Rose enfrentou Sonya Deville em uma luta sem desqualificação, onde a perdedora deixaria a WWE. Durante a primeira metade da luta, Rose e Deville lutaram ao lado do ringue, onde Rose executou um flying lariat em Deville na mesa dos comentaristas. Deville atacou Rose com uma cadeira e bateu com a cabeça na mesa dos comentaristas. Rose aplicou quatro running knees em Deville para vencer a luta. Após a luta, Otis apareceu para comemorar com Rose, onde Rose apresentou sua própria versão do The Caterpillar, o finalizador de Otis.
Na luta seguinte, Seth Rollins (acompanhado por Murphy) enfrentou Dominik Mysterio (acompanhado por seu pai, Rey Mysterio) em uma Street Fight. Dominik aplicou um Russian Legsweep em Rollins do turnbuckle para a mesa abaixo. Mais tarde, Rey Mysterio tentou interferir, mas Dominik disse-lhe para não o fazer. As coisas ficaram pessoais quando Seth tentou envolver Angie Mysterio. Mais tarde, Seth algemou Rey Mysterio à segunda corda. Este foi o primeiro combate de Dominik como lutador da WWE. No final, Rollins aplicou um Stomp em Dominik para vencer a luta. Seth deixou a chave das  algemas para Dominik desprender seu pai.
Em seguida, Sasha Banks (acompanhada por Bayley) defendeu o Raw Women's Championship contra Asuka. O final viu uma situação semelhante a ocorrida na luta pelo SmackDown Women's Championship, com os papéis de Banks e Bayley trocados, no entanto, Bayley saiu do caminho. Asuka então atacou Bayley, mas como Banks tentou um roll-up em Asuka para o pin, Asuka reverteu para o Asuka Lock em Banks, forçando-a a desistir, vencendo assim o título pela segunda vez.
Na penúltima luta, Drew McIntyre defendeu o WWE Championship contra Randy Orton. No final, Orton tentou um Punt Kick em McIntyre, no entanto, McIntyre respondeu com um powerbomb, Enquanto McIntyre tentou um Claymore Kick em Orton, Orton evitou, no entanto, McIntyre executou um backslide em Orton para reter o título.

### Evento principal
No evento principal, Braun Strowman defendeu o Universal Championship contra "The Fiend" Bray Wyatt em uma luta Falls Count Anywhere. Durante a luta, os dois lutaram pela rampa de entrada e dentro da posição do gorila. No final, Strowman usou um estilete para cortar a tela do ringue superior para expor o piso de madeira. The Fiend rebateu um ataque de Strowman e realizou uma uranage e dois Sister Abigails consecutivos em Strowman na madeira exposta para recuperar o título pela segunda vez. Após a luta, Roman Reigns (em sua primeira aparição em cinco meses) apareceu e executou um Spear em The Fiend. Reigns então executou uma Spear em Strowman, que estava cambaleando ao lado do ringue e o atacou com várias cadeiradas. Reigns então voltou ao ringue para executar outra Spear em The Fiend antes de levantar o Universal Championship.

## Depois do evento

### Raw
Na noite seguinte no Raw , o Campeão da WWE Drew McIntyre exaltou como havia derrotado "o maior lutador de todos os tempos" com um movimento de wrestling, e afirmou que sabia que Randy Orton queria uma revanche. Como McIntyre fez sua saída, Orton atacou McIntyre e aplicou dois Punt Kicks para ele. Mais tarde, McIntyre atacou Orton durante a luta de Orton contra o estreante Keith Lee e a briga terminou com Orton entregando um terceiro Punt Kick em McIntyre, deixando-o afastado pelas próximas semanas. No episódio de 31 de agosto, Orton ganhou outra oportunidade pelo título contra McIntyre pelo WWE Championship no Clash of Champions.
Sasha Banks desafiou Asuka para uma revanche pelo Raw Women's Championship, mas como uma luta lumberjack. No entanto, Banks não teve sucesso em recuperar o título, encerrando assim sua rivalidade.
Dominik Mysterio se juntou a seu pai Rey Mysterio em uma luta duplas contra Seth Rollins e Murphy, mas a luta terminou em desqualificação após o Retribution atacar os Mysterios. Uma revanche foi marcada para o Payback.
Também no Raw seguinte, o Campeão dos Estados Unidos Apollo Crews estava escalado para defender seu título contra Bobby Lashley do The Hurt Business no Payback. Os dois também tiveram uma queda de braço que Crews venceu quando pisou no pé de Lashley.

### SmackDown
No dia seguinte ao SummerSlam, foi anunciado que o novo Campeão Universal "The Fiend" Bray Wyatt defenderia o título contra Braun Strowman e Roman Reigns em uma luta No Holds Barred Triple Threat no Payback. Posteriormente, no SmackDown, foi revelado que Reigns havia se aliado a Paul Heyman.

## Resultados
| Nº                                          | Resultados                                                                                               | Estipulações | Tempo |
| ------------------------------------------- | --- | --- | ----- |
| Pré- show                                   | Apollo Crews (c) derrotou MVP                                                                            | Luta individual pelo WWE United States Championship Bobby Lashley e Shelton Benjamin estavam banidos do ringside. | 6:40  |
| 1                                           | Bayley (c) (com Sasha Banks) derrotou Asuka                                                              | Luta individual pelo WWE SmackDown Women's Championship                                                           | 11:35 |
| 2                                           | The Street Profits (Angelo Dawkins e Montez Ford) (c) derrotaram Andrade e Angel Garza (com Zelina Vega) | Luta de duplas pelo WWE Raw Tag Team Championship                                                                 | 7:50  |
| 3                                           | Mandy Rose derrotou Sonya Deville                                                                        | Luta sem desqualificação onde a perdedora deveria deixar a WWE                                                    | 10:05 |
| 4                                           | Seth Rollins (com Murphy) derrotou Dominik Mysterio (com Rey Mysterio)                                   | Street Fight | 22:35 |
| 5                                           | Asuka derrotou Sasha Banks (c) (com Bayley) por submissão                                                | Luta individual pelo WWE Raw Women's Championship                                                                 | 11:25 |
| 6                                           | Drew McIntyre (c) derrotou Randy Orton                                                                   | Luta individual pelo WWE Championship                                                                             | 20:35 |
| 7                                           | "The Fiend" Bray Wyatt derrotou Braun Strowman (c)                                                       | Luta Falls Count Anywhere pelo WWE Universal Championship                                                         | 12:00 |
| (c) – Refere-se aos campeões antes da luta. | | |       |